# Ron Schock
Ronald Lawrence Schock (né le 19 décembre 1943 à Chapleau dans la province de l'Ontario au Canada) est un joueur professionnel de hockey sur glace.
Schock, dont le frère Danny a également joué en LNH, a pris sa retraite après joué 909 matchs de LNH affichant 166 buts et 351 passes décisives. Il a participé à 55 reprises à des séries éliminatoires mais n'a inscrit que 4 buts et réalisé 16 passes décisives.

## Carrière
Schock a commencé sa carrière au sein d'une franchise de la Ligue de hockey de l'Ontario les Flyers de Niagara Falls avec qui il démontre tout son talent offensif ramassant 74 points en seulement 44 matchs (saison OHA 1963-1964).
C'est au cours de cette même année, que les Bruins de Boston l'appellent pour réaliser un essai qui se révèle concluant. Ainsi, il joue pendant les deux saisons et demie pour les Bruins. Avant de rejoindre au cours de l'expansion de la LNH les Blues de Saint-Louis.
Il garde un très bon souvenir de son passage au sein des Bruins malgré un faible temps de jeu.
Ron fut triste de devoir quitter la franchise et même un peu déçu d'avoir été « lâché » par les Bruins mais il se rend vite compte de la volonté et le désir profond des Blues de le voir évoluer avec eux. Il ne reste finalement que deux ans dans la franchise des Blues et quelque temps avant son transfert alors qu'il jouait avec le propriétaire du club, celui-ci lui a déclaré vouloir le garder et que l'avenir des Blues et le sien estiment liés. De plus, lors d'un repas avec des personnalités du monde du hockey, quelqu'un lui demanda quelle serait la pire destination pour lui s'il devait changer de club. Sa réponse fut sans appel et fut « New York ou Pittsburgh ».
Il ne reste finalement que deux ans dans la franchise des Blues et quelque temps avant son transfert alors qu'il jouait avec le propriétaire du club, celui-ci lui a déclaré vouloir le garder et que l'avenir des Blues et le sien seraient liés. De plus, lors d'un repas avec des personnalités du monde du hockey, quelqu'un lui demanda quelle serait la pire destination pour lui s'il devait changer de club. Sa réponse fut sans appel et fut « New York ou Pittsburgh ».
Quelques jours plus tard, en 1969, il est transféré aux Penguins de Pittsburgh, transfert qui se révèle improductif au début mais au bout de quelque temps son talent reprend le dessus et il reste finalement à Pittsburgh pour les 8 saisons suivantes. Il rejoint Michel Brière pour son unique saison avant son décès et bien d'autres jeunes talentueux Penguins.
Au cours de ces saisons, il devient le capitaine des Penguins au cours de la saison 1973-1974 de la LNH et réalise l'année d'après une de ses meilleures saisons avec 86 points (23 buts et 63 passes décisives).
Pour la saison 1977-1978 de la LNH, il est échangé aux Sabres de Buffalo qui est sa dernière franchise de LNH mais il ne raccroche ses patins que deux ans plus tard après un passage dans la Ligue américaine de hockey.

## Statistiques
| Saison     | Équipe                  | Ligue      |     | Saison régulière | Saison régulière | Saison régulière | Saison régulière | Saison régulière |   | Séries éliminatoires | Séries éliminatoires | Séries éliminatoires | Séries éliminatoires | Séries éliminatoires |
| Saison     | Équipe                  | Ligue      | PJ  | B                | A                | Pts              | Pun              | PJ               | B | A                    | Pts                  | Pun                  |                      |                      |
| 1962-1963  | Frontenacs de Kingston  | EPHL       | 1   | 0                | 1                | 1                | 0                |                  |   |                      |                      |                      |                      |                      |
| 1963-1964  | Flyers de Niagara Falls | AHO        | 44  | 38               | 36               | 74               | 0                |                  |   |                      |                      |                      |                      |                      |
| 1963-1964  | Bruins de Boston        | LNH        | 5   | 1                | 2                | 3                | 0                |                  |   |                      |                      |                      |                      |                      |
| 1963-1964  | Bruins de Minneapolis   | CPHL       |     |                  |                  |                  |                  | 2                | 0 | 3                    | 3                    | 0                    |                      |                      |
| 1964-1965  | Bruins de Boston        | LNH        | 33  | 4                | 7                | 11               | 14               |                  |   |                      |                      |                      |                      |                      |
| 1965-1966  | Seals de San Francisco  | WHL        | 43  | 11               | 21               | 32               | 28               | 7                | 1 | 5                    | 6                    | 6                    |                      |                      |
| 1965-1966  | Bruins de Boston        | LNH        | 24  | 2                | 2                | 4                | 6                |                  |   |                      |                      |                      |                      |                      |
| 1966-1967  | Bruins de Boston        | LNH        | 66  | 10               | 20               | 30               | 8                |                  |   |                      |                      |                      |                      |                      |
| 1967-1968  | Blues de Kansas City    | CPHL       | 10  | 2                | 8                | 10               | 2                |                  |   |                      |                      |                      |                      |                      |
| 1967-1968  | Blues de Saint-Louis    | LNH        | 55  | 9                | 9                | 18               | 17               | 12               | 1 | 2                    | 3                    | 0                    |                      |                      |
| 1968-1969  | Blues de Saint-Louis    | LNH        | 67  | 12               | 27               | 39               | 14               | 12               | 1 | 2                    | 3                    | 6                    |                      |                      |
| 1969-1970  | Penguins de Pittsburgh  | LNH        | 76  | 8                | 21               | 29               | 40               | 10               | 1 | 6                    | 7                    | 7                    |                      |                      |
| 1970-1971  | Penguins de Pittsburgh  | LNH        | 71  | 14               | 26               | 40               | 20               |                  |   |                      |                      |                      |                      |                      |
| 1971-1972  | Penguins de Pittsburgh  | LNH        | 77  | 17               | 29               | 46               | 22               | 4                | 1 | 0                    | 1                    | 6                    |                      |                      |
| 1972-1973  | Penguins de Pittsburgh  | LNH        | 78  | 13               | 36               | 49               | 23               |                  |   |                      |                      |                      |                      |                      |
| 1973-1974  | Penguins de Pittsburgh  | LNH        | 77  | 14               | 29               | 43               | 22               |                  |   |                      |                      |                      |                      |                      |
| 1974-1975  | Penguins de Pittsburgh  | LNH        | 80  | 23               | 63               | 86               | 36               | 9                | 0 | 4                    | 4                    | 10                   |                      |                      |
| 1975-1976  | Penguins de Pittsburgh  | LNH        | 80  | 18               | 44               | 62               | 28               | 3                | 0 | 1                    | 1                    | 0                    |                      |                      |
| 1976-1977  | Penguins de Pittsburgh  | LNH        | 80  | 17               | 32               | 49               | 10               | 3                | 0 | 1                    | 1                    | 0                    |                      |                      |
| 1977-1978  | Sabres de Buffalo       | LNH        | 40  | 4                | 4                | 8                | 0                | 2                | 0 | 0                    | 0                    | 0                    |                      |                      |
| 1978-1979  | Bears de Hershey        | LAH        | 79  | 21               | 45               | 66               | 21               | 4                | 0 | 2                    | 2                    | 0                    |                      |                      |
| 1979-1980  | Americans de Rochester  | LAH        | 40  | 10               | 18               | 28               | 12               |                  |   |                      |                      |                      |                      |                      |
| Totaux LNH | Totaux LNH              | Totaux LNH | 909 | 166              | 351              | 517              | 260              | 55               | 4 | 16                   | 20                   | 29                   |                      |                      |